# 攝影技術
摄影术是一种透过拍摄获得现实景物复制品的技术。于19世纪初诞生，公认为法国人达盖尔所发明，摄影术随着技术的进步有许多技术上的发展，所有技术均基于不同的成像光学原理，并以获得可被保存的复制品为最终目的。
感光材料的演化。
- 银版法
- 卡罗法
- 火棉胶湿板法
- 干板法
- 底片
- 感光元件

摄影器材的演化
- 初期大中型相机
- 现代传统相机
  - 大画幅相机（8×10英寸，4×5英寸）
  - 中画幅相机（120胶卷，6×9厘米，6×6厘米，6×4.5厘米）
  - 全畫幅相機（135胶卷，24×36毫米）
  - 微画幅相机
    - 18X24 毫米
    - 16毫米胶卷
    - 8X11毫米

- 数码相机